# Belle (cantante)
Shim Hye-won (Seattle, Washington, 20 de marzo de 2004), más conocida por su nombre artístico Belle, es una cantante y compositora surcoreana-estadounidense. Es miembro del grupo femenino surcoreano Kiss of Life.

## Primeros años
Belle nació el 20 de marzo de 2004, como Shim Hye-won, en Seattle, Washington. Su familia está compuesta por su padre Shim Shin, un cantante prominente en Corea del Sur durante los años 90, su madre y un hermano mayor. Después de vivir en Seattle durante 8 años, la familia se mudó de regreso a Corea del Sur.

## Carrera

### Predebut
Cuando era niña, Belle hizo algunas apariciones en televisión junto a su padre, incluyendo el Global Junior Show de SBS en 2012 y la canción de la familia de estrellas del Canal A en 2013.
A partir de los 17 años comenzó a componer su propia música que subió en Soundcloud e Instagram. Se unió al Campamento de Canciones de SM Entertainment y más tarde trabajó como compositora, participando en la composición y escritura de canciones para artistas como Le Sserafim, Purple Kiss y Miyeon. También se le atribuye la voz de fondo de canciones como "Unforgiven" de Le Sserafim y "Child" de Mark.

### 2023-presente: Debut con Kiss of Life
El 16 de mayo de 2023, S2 Entertainment anunció que Belle debutaría en un nuevo grupo de chicas de 4 miembros llamado Kiss of Life, que planeaba debutar en julio. El 5 de julio, el grupo hizo su debut oficial con el lanzamiento de su EP homónimo que incluía una canción en solitario "Countdown" cantada por Belle. El 14 de julio recibió el premio al compositor "Proud Korean Grand Prize" en los premios de la mejor marca de Corea de 2023.
El 19 de junio de 2024, «See the Light», la banda sonora original de My Sweet Mobster que fue cantada por Belle, fue lanzada.

## Discografía

### Bandas sonoras
| Título          | Año  | Mejor posición | Álbum                |
| Título          | Año  | KOR Down.      | Álbum                |
| --------------- | ---- | -------------- | -------------------- |
| «See the Light» | 2024 | 169            | My Sweet Mobster OST |

### Otras canciones
| Título      | Año  | Mejor posición | Álbum        |
| Título      | Año  | KOR Down.      | Álbum        |
| ----------- | ---- | -------------- | ------------ |
| «Countdown» | 2023 | 199            | Kiss of Life |

### Lanzamientos no oficiales
| Título                                   | Año  | Ref.   |
| ---------------------------------------- | ---- | ------ |
| «Higher» (prod. Ish Hokhmah, hongsamman) | 2022 | [ 19 ] |
| «Venus» (prod. Ish Hokhmah)              | 2022 | [ 19 ] |

### Créditos de composición
Todos los créditos de las canciones se adaptan de la base de datos de la Asociación de derechos de autor de la música de Corea a menos que se indique lo contrario.
| Título       | Año  | Artista      | Álbum                      | Compositor | Letrista |
| ------------ | ---- | ------------ | -------------------------- | ---------- | -------- |
| "Find You"   | 2021 | Purple Kiss  | LULUPOP Project 'Find You' | Yes        | No       |
| "Kitty"      | 2021 | Kid Milli    | Cliché                     | No         | Yes      |
| "Into You"   | 2021 | DaDaBoo      |                            | Yes        | No       |
| "Softly"     | 2022 | Miyeon       | My                         | Yes        | No       |
| "Charging"   | 2022 | Miyeon       | My                         | Yes        | No       |
| "True Vibe"  | 2022 | Soulbysel    | SOULBYSEL Complication 02  | No         | Yes      |
| "Unforgiven" | 2023 | Le Sserafim  | Unforgiven                 | Yes        | Yes      |
| "Shhh"       | 2023 | Kiss of Life | Kiss of Life               | Yes        | Yes      |
| "Countdown"  | 2023 | Kiss of Life | Kiss of Life               | Yes        | Yes      |
| "My 808"     | 2023 | Kiss of Life | Born to Be XX              | Yes        | No       |
| "Says It"    | 2023 | Kiss of Life | Born to Be XX              | Yes        | Yes      |
| "Te Quiero"  | 2024 | Kiss of Life | Sticky                     | Yes        | Yes      |

## Filmografía

### Programas de televisión
| Año  | Título              | Rol                                  | Ref.          |
| ---- | ------------------- | ------------------------------------ | ------------- |
| 2012 | Global Junior Show  | Invitada                             | [ 21 ] [ 22 ] |
| 2013 | Star Family Song    | Invitada                             | [ 8 ]         |
| 2024 | King of Mask Singer | como When Flowers Bloom Spring Comes | [ 23 ]        |

## Premios y nominaciones
| Ceremonia de entrega de premios | Año  | Categoría    | Nominado     | Resultado | Ref. |
| ------------------------------- | ---- | ------------ | ------------ | --------- | ---- |
| Korea Best Brand Awards         | 2023 | Compositores | "Unforgiven" | Ganado    |      |